# And the Cradle Will Rock...
And the Cradle Will Rock… (с англ. — «И Колыбель Будет Качаться...») — седьмой в общем и первый с альбома Women and Children First сингл хард-рок группы Van Halen, вышедший в 23 мая 1980 года на лейбле Warner Bros.

## О сингле
Она начинается с того, что звучит как гитара, но на самом деле является электрическим пианино Wurlitzer с фазовращателем, которое играет через 100-ваттный усилитель Marshall Plexi модели Van Halen 1960-х годов. Во время живых выступлений в туре 1980 года Майкл Энтони играл на клавишных во время этой песни. Доступна в лицензионной игре группы Guitar Hero: Van Halen.
Эрик Карр из KISS сыграл "And the Cradle Will Rock..." вместе с кавером Van Halen на песню "You Really Got Me" в рамках его прослушивания, которое успешно привело к тому, что он стал новым барабанщиком KISS.
Чак Клостерман из Vulture.com поставил её на 50 место из 131 песен Van Halen, написав "Я всегда находил её немного тяжеловесной и бескомпромиссно средней, но я также слушал её где-то около 8000 раз".

## Список композиций
7" сингл Португалия
| №  | Название                      | Длительность |
| -- | ----------------------------- | ------------ |
| 1. | «And the Cradle Will Rock...» | 3:31         |

| №  | Название          | Длительность |
| -- | ----------------- | ------------ |
| 1. | «Loss of Control» | 2:36         |

7" сингл Англия
| №  | Название                      | Длительность |
| -- | ----------------------------- | ------------ |
| 1. | «And the Cradle Will Rock...» | 3:31         |

| №  | Название                 | Длительность |
| -- | ------------------------ | ------------ |
| 1. | «Everybody Wants Some!!» | 5:05         |

7" сингл Испания, США, Нидерланды
| №  | Название                      | Длительность |
| -- | ----------------------------- | ------------ |
| 1. | «And the Cradle Will Rock...» | 3:31         |

| №  | Название               | Длительность |
| -- | ---------------------- | ------------ |
| 1. | «Could This Be Magic?» | 3:07         |

7" сингл США (вторая версия)
| №  | Название                      | Длительность |
| -- | ----------------------------- | ------------ |
| 1. | «And the Cradle Will Rock...» | 3:31         |

| №  | Название                 | Длительность |
| -- | ------------------------ | ------------ |
| 1. | «Everybody Wants Some!!» | 5:05         |

## Участники записи
- Алекс Ван Хален — ударные
- Эдди Ван Хален — электрогитара, бэк-вокал
- Майкл Энтони — бас-гитара, бэк-вокал
- Дэвид Ли Рот — вокал